# ピュアガール (ゲーム)
『ピュアガール』(Pure Girl)は、2012年9月28日にフロントウイングより発売された18禁恋愛アドベンチャーゲームである。

## 概要
本作は、ななかまいがメイン原画となった初の作品である。彼女の起用についてフロントウイングは、「グリザイアシリーズや同人ソフトなどでじわじわ人気が出てきている『ななかまい』の作品をそろそろ作りたかった」と答えている。
シナリオは、ななかまいが描く純朴そうなヒロインが、主人公に変態プレイを求めるというギャップが売りである。
アダルトグッズショップのm'sと提携しており、作品内にm'sの店舗が登場する。また、m'sの実店舗で本作のグッズが配布された。

## ストーリー
（出典：）
「変態は秘すべきことだが、恥ずべきことではない」が信条の女・花鶏塚圭。彼女は24時間エロいことを考える大変態であり、同志を集めるためにドリームハウスという変態たちの楽園を作る。
星月暁はドリームハウスに引っ越してきた主人公である。ドリームハウスには彼の他に4人の入居者がいた。同居者の全員が美少女であり、特殊な性的嗜好を持っていた。暁は強制的に、同居人たちの性的嗜好を満足させるように奉仕させられる。

## 登場人物

### 主人公
星月 暁(ほしづき さとる)
本作の主人公であり、桜桃院国際学園に通っている。4人の少女と共にドリームハウスで同居することになり、複雑な心境にある。

### メインヒロイン
久千房 夜霧(くちふさ よぎり)
声 - 桃井いちご
誕生日 - 12月5日 / 血液型 - A型
身長 - 166cm / 体重 - kg / B88(F)/W58/H83
暁の同級生。周りを寄せ付けないクールな見た目に反して、アダルトビデオの鑑賞が趣味という意外な一面を持つ。授業中の自慰を生徒会長に知られたことがきっかけで、ドリームハウス入りした。
星月 そら(ほしづき そら)
声 - 桃也みなみ
誕生日 - 10月11日 / 血液型 - B型
身長 - 149cm / 体重 - kg / B82(C)/W53/H85
暁の実妹で、兄に対する愛情が高じて変態になりつつある。また、妹もののエロゲーに目がなく、そこから間違った性知識を取り入れている。性格は元気で明るいが、そそっかしい。
京 都(かなどめ みやこ)
声 - ヒマリ
誕生日 - 6月12日 / 血液型 - O型
身長 - 155cm / 体重 - kg / B85(D)/W57/H84
暁の後輩で、そらの親友。そらとは対照的におとなしい性格である。飴を舐めるとエッチな気分になる。
芽上 鈴(めかみ すず)
声 - 御苑生メイ
誕生日 - 1月18日 / 血液型 - AB型
身長 - 160cm / 体重 - kg / B95(H)/W60/H88
暁の先輩。包容力が高く、SMプレイですら笑顔で受け入れる。暁の前に全裸で現れても平気である一方、恋愛の話題になると恥ずかしがるなど、どこか感覚がずれている。

### サブキャラクター
花鶏塚 圭(あとりづか けい)
声 - かわしまりの
誕生日 - 5月1日 / 血液型 - A型
身長 - 162cm / 体重 - kg / B77(B)/W56/H76
学園の生徒会長で、カリスマ性を持つ。それと同時に変態でもあり、変態達のための楽園・ドリームハウスを作った。実家は大金持ちであり、子供のころから大量のアダルトコンテンツに囲まれて育った。
羽桐 れもん(わぎり れもん)
声 - 三十三七
誕生日 - 5月12日 / 血液型 - RH 男の娘型
身長 - 159cm / 体重 - kg / B()/W/H
生徒会長である圭の付き人。過去に圭に助けられたことがあり、それ以来彼の側にいる。少女のような外見をしているが、中身は男である。暁に一目惚れをし、彼と結ばれたいと思っている。圭が営むアダルトグッズショップで働いている。

## 主題歌
オープニングテーマ「One-Chance!!」
作詞 - KOTOKO / 作曲・編曲 - 藤田淳平（Elements Garden） / 歌 - KOTOKO・佐藤ひろ美
エンディングテーマ「SO SWEET」
作詞 - 桑島由一 / 作曲・編曲 - 藤田淳平（Elements Garden） / 歌 - 茶太

## 関連商品
ピュアガールビジュアルファンブック
本作のビジュアルファンブック。2013年2月発行。ISBN 9784863791695。
ピュアガール 主題歌&サウンドトラック
| 全作曲: 藤田淳平（Elements Garden）。 |                                          |       |                             |      |
| #                                     | タイトル                                 | 作詞  | 作曲・編曲                  | 時間 |
| 1.                                    | 「One-Chance!!」(歌：KOTOKO・佐藤ひろ美) |       | 藤田淳平（Elements Garden） | 4:50 |
| 2.                                    | 「汗ばむ制服」                           |       | 藤田淳平（Elements Garden） | 1:44 |
| 3.                                    | 「やってきた夏休み」                     |       | 藤田淳平（Elements Garden） | 1:36 |
| 4.                                    | 「スプリンクラーと虹」                   |       | 藤田淳平（Elements Garden） | 1:29 |
| 5.                                    | 「真昼の争奪戦なう。」                   |       | 藤田淳平（Elements Garden） | 1:30 |
| 6.                                    | 「椅子を買ってこうよ」                   |       | 藤田淳平（Elements Garden） | 1:40 |
| 7.                                    | 「ネコとビスケット」                     |       | 藤田淳平（Elements Garden） | 1:34 |
| 8.                                    | 「深い霧の中」                           |       | 藤田淳平（Elements Garden） | 1:33 |
| 9.                                    | 「黄昏のテラス」                         |       | 藤田淳平（Elements Garden） | 1:36 |
| 10.                                   | 「少女は口元に微笑みを」                 |       | 藤田淳平（Elements Garden） | 1:34 |
| 11.                                   | 「見上げれば飛行機雲」                   |       | 藤田淳平（Elements Garden） | 1:35 |
| 12.                                   | 「頑張れば幸せいっぱい」                 |       | 藤田淳平（Elements Garden） | 1:33 |
| 13.                                   | 「優雅にお散歩」                         |       | 藤田淳平（Elements Garden） | 1:36 |
| 14.                                   | 「世界はTA-I/HE-N/DA!」                  |       | 藤田淳平（Elements Garden） | 1:41 |
| 15.                                   | 「転がる檸檬色」                         |       | 藤田淳平（Elements Garden） | 1:35 |
| 16.                                   | 「君が欲しい」                           |       | 藤田淳平（Elements Garden） | 1:34 |
| 17.                                   | 「揺れる吐息」                           |       | 藤田淳平（Elements Garden） | 1:32 |
| 18.                                   | 「愛され続ける丘」                       |       | 藤田淳平（Elements Garden） | 1:45 |
| 19.                                   | 「風よ吹け」                             |       | 藤田淳平（Elements Garden） | 1:32 |
| 20.                                   | 「誓いの道」                             |       | 藤田淳平（Elements Garden） | 1:33 |
| 21.                                   | 「ピュアガール」                         |       | 藤田淳平（Elements Garden） | 1:42 |
| 22.                                   | 「SO SWEET」(歌：茶太)                   |       | 藤田淳平（Elements Garden） | 4:19 |
| 23.                                   | 「One-Chance!! (Instrumental)」          |       | 藤田淳平（Elements Garden） | 4:49 |
| 24.                                   | 「SO SWEET (Instrumental)」              |       | 藤田淳平（Elements Garden） | 4:18 |
| 合計時間:                             | 合計時間:                                | 50:10 |                             |      |